# Panagiotis Stamatakis
Panagiotis Stamatakis (griechisch Παναγιώτης Σταµατάκης; * um 1840 in Varvitsa, Griechenland; † 19. März 1885 in Athen) war ein griechischer Klassischer Archäologe.

## Leben
Über seine Jugend und Ausbildung ist nichts bekannt. Im Januar 1866 wurde Panagiotis Stamatakis Assistent des Generalephors der Altertümer von Griechenland und wurde am 15. Juli 1866 als Staatsbeamter vereidigt. 1871 wurde er reisender Ephor, mit wechselndem Einsatzgebiet. Am 3. März 1875 wurde er zum Ephoros der Altertümer der Argolis befördert und beaufsichtigte die Ausgrabungen von Heinrich Schliemann in Mykene. Er sah die Arbeit des deutschen Archäologen kritisch und warf ihm vor, klassische Altertümer der Suche nach homerischen Relikten zu opfern. Im folgenden Jahr führte er die Grabungen von Schliemann in Mykene weiter.
Er führte Grabungen in Attika (mykenisches Grab in Spata, Propyläen auf der Akropolis), Böotien (1879–80 in Chaironeia, Thespiai), Fthiotida, Delphi, auf der Peloponnes (Tholosgrab von Prosymna in der Nähe des Heraions von Argos) und auf Delos durch. 1875 gründete er das Archäologische Museum in Sparta. Er gründete auch Museen in Chaironeia und Tanagra.
Am 7. September 1884 wurde er zum Generalephoros der Altertümer von Griechenland ernannt. Am 19. März 1885 starb er infolge einer chronischen Malaria-Erkrankung, die er sich vermutlich bei der Grabung in Chaironeia zugezogen hatte. Er wurde auf dem Ersten Athener Friedhof beigesetzt. Die Grabstele auf seinem Grab entwarf Wilhelm Dörpfeld. Das Grab wurde abgeräumt und ist heute nicht mehr vorhanden.

## Veröffentlichungen (Auswahl)
- Επιγραφαι Ταναγρας και Δελφων. In: Εφημερις Αρχαιολογικη. Athen 1883, S. 158–166 (Digitalisat).
- Εκθεσις περι των εν Βοιωτια εργων εν ετει 1882. In: Πρακτικά της εν Aθήναις Aρχαιολογικής Eταιρείας. Athen 1883, S. 63–74 (Digitalisat).